# 劉喬 (成化進士)
劉喬（1431年—1493年），字述憲，號静菴（或號安庵），江西吉安府萬安縣人，官籍，明朝政治人物。成化丙戌進士，官至湖廣布政使。

## 生平
景泰四年順天府鄉試第二名舉人。成化二年（1466年）丙戌科会试第一百二名，三甲進士，初授湖州归安县知县，九年（1473年）召为河南道御史，巡按广西，十八年（1482年）擢福建按察司副使，弘治元年（1488年）以外艰归，服阕，擢湖广按察使，三年晋湖廣右布政使，四年轉左布政使，六年闰五月代祀南岳，力疾以往，還至簰洲，吐血暴卒。

## 家族
曾祖父劉昭年，贈刑部尚書。祖父劉俊英，贈刑部尚書。父劉廣衡，刑部尚書。母康氏，封夫人。慈侍下。兄述古、劉易（贡士）。弟述朴、述軻、劉賢、述章。有子劉玉，历官刑部左侍郎。孫劉㦂。